# Monolistra sketi
Monolistra (Microlistra) sketi là một loài chân đều trong họ Sphaeromatidae. Loài này được Deeleman-Reinhold miêu tả khoa học năm 1971.